# In de gloria
In de Gloria (In the Glory em inglês, Na glória em português) foi um programa de comédia de esquetes para a TV flamenga entre 2000 a 2001, dirigido por Jan Eelen e produzido pela empresa Woestijnvis. Era uma série de mocumentários que satirizava reality shows na televisão e programas de interesse humano, especialmente a forma como as pessoas comuns são exploradas pela mídia.
O programa foi exibido no canal de TV público belga Canvas por duas temporadas de 10 episódios cada. Na própria Flandres, a série continua a gozar de popularidade significativa e elogios da crítica, com vários esquetes ganhando status de clássico. Apesar da popularidade local, o show nunca foi exportado.

## Conceito
In de Gloria é um mocumentário em formato de apresentação de esquetes. Cada episódio consiste em uma série de esquetes improvisados principalmente em torno de uma ideia central. O tom é tragicômico. Eelen baseou alguns dos alvos de spoofing em formatos de TV preexistentes, incluindo alguns programas de sua própria empresa, Woestijnvis. Em uma entrevista, Eelen disse que foi inspirado pelos mocumentários holandeses de Van Kooten en De Bie, e os "30 minutos" de Arjan Ederveen.

## Status
In de Gloria foi elogiado pela crítica de TV desde que foi ao ar. Em 2002, recebeu o Prêmio da crítica flamenga de rádio e televisão de "Melhor programa de TV" Também é popular entre os telespectadores. Todas as temporadas estão disponíveis em DVD.

## Sucesso na internet
"Boemerang" (Boomerang) ganhou notoriedade no YouTube. Apresenta o apresentador de um talk show, "Boemerang", tendo acessos de riso após ouvir a voz de um de seus convidados, que falava de forma estridente devido a uma tonsilectomia malsucedida. O uploader do vídeo que adicionou legendas em inglês à filmagem deu a entender que a filmagem era real e a encurtou especialmente para remover todas as indicações de ser falsa. O esboço completo mostra o apresentador de um suposto programa de TV de arquivo (daí o título Boemerang), olhando para trás, para o momento infame que o fez ser despedido no passado. Todas as pessoas na filmagem são atores. O apresentador do programa, Erik Hartman, é interpretado por Tom Van Dyck; seus dois convidados Valère e Marijke são interpretados por Lucas Van den Eynde e An Miller.
Ele rapidamente se tornou um meme da Internet entre os estrangeiros que o confundiram com ser real. Em setembro de 2006, o clipe do YouTube foi exibido durante The Tonight Show with Jay Leno e Star Channel news, com ambos os apresentadores anunciando que era real.
Parte do esboço de Boemerang também apareceu em um anúncio de televisão argentino da cerveja Quilmes, intitulado Risas (risos), onde Hartman é visto rindo.

## Elenco
- Sien Eggers
- Frank Focketyn
- Kris Focketyn
- An Miller
- Wim Opbrouck
- Lucas Van den Eynde
- Tania Van der Sanden
- Tom Van Dyck